# Danh sách cầu thủ tham dự Cúp Vàng CONCACAF 2013
Mỗi đội đăng ký 23 cầu thủ, có 3 cầu thủ phải là thủ môn. Sau khi vượt qua vòng bảng và vào vòng đấu loại trực tiếp, các đội bóng vào tứ kết có thể thay thế tối đa 4 cầu thủ từ danh sách sơ bộ 35 người.
Danh sách đội hình sơ bộ có 35 người, bao gồm các cầu thủ tuyển, được phát hành ngày 31 tháng 5 năm 2013.

## Bảng A

### Canada
Huấn luyện viên:  Colin Miller
| Số | VT | Cầu thủ               | Ngày sinh (tuổi)            | Trận | Bàn | Câu lạc bộ             |
| -- | -- | --------------------- | --------------------------- | ---- | --- | ---------------------- |
| 1  | TM | Lars Hirschfeld       | 17 tháng 10, 1978 (34 tuổi) | 46   | 0   | Vålerenga              |
| 2  | TV | Nikolas Ledgerwood    | 16 tháng 1, 1985 (28 tuổi)  | 26   | 0   | Hammarby               |
| 3  | HV | Ashtone Morgan        | 9 tháng 2, 1991 (22 tuổi)   | 6    | 0   | Toronto FC             |
| 4  | TĐ | Kyle Porter           | 19 tháng 1, 1990 (23 tuổi)  | 2    | 0   | D.C. United            |
| 5  | HV | David Edgar           | 19 tháng 5, 1987 (26 tuổi)  | 17   | 1   | Burnley                |
| 6  | TV | Julian de Guzman      | 25 tháng 3, 1981 (32 tuổi)  | 64   | 4   | Unattached             |
| 7  | TV | Russell Teibert       | 22 tháng 12, 1992 (20 tuổi) | 3    | 0   | Vancouver Whitecaps    |
| 8  | TV | Will Johnson (c)      | 21 tháng 1, 1987 (26 tuổi)  | 33   | 3   | Portland Timbers       |
| 9  | TĐ | Tosaint Ricketts      | 6 tháng 8, 1987 (25 tuổi)   | 23   | 5   | Sandnes Ulf            |
| 10 | TĐ | Simeon Jackson        | 28 tháng 3, 1987 (26 tuổi)  | 35   | 6   | Eintracht Braunschweig |
| 11 | TĐ | Marcus Haber          | 11 tháng 1, 1989 (24 tuổi)  | 6    | 1   | Stevenage              |
| 12 | TV | Issey Nakajima-Farran | 16 tháng 5, 1984 (29 tuổi)  | 26   | 1   | Alki Larnaca           |
| 13 | TV | Pedro Pacheco         | 27 tháng 6, 1984 (29 tuổi)  | 11   | 0   | Santa Clara            |
| 14 | TV | Samuel Piette         | 12 tháng 11, 1994 (18 tuổi) | 2    | 0   | Fortuna Düsseldorf II  |
| 15 | TV | Kyle Bekker           | 2 tháng 9, 1990 (22 tuổi)   | 5    | 0   | Toronto FC             |
| 16 | TĐ | Randy Edwini-Bonsu    | 20 tháng 4, 1990 (23 tuổi)  | 4    | 0   | Unattached             |
| 17 | HV | Marcel de Jong        | 15 tháng 10, 1986 (26 tuổi) | 23   | 1   | FC Augsburg            |
| 18 | TM | Milan Borjan          | 23 tháng 10, 1987 (25 tuổi) | 11   | 0   | Sivasspor              |
| 19 | HV | Adam Straith          | 11 tháng 9, 1990 (22 tuổi)  | 11   | 0   | Unattached             |
| 20 | HV | Doneil Henry          | 20 tháng 4, 1993 (20 tuổi)  | 4    | 0   | Toronto FC             |
| 21 | TV | Jonathan Osorio       | 12 tháng 6, 1992 (21 tuổi)  | 1    | 0   | Toronto FC             |
| 22 | TM | Simon Thomas          | 12 tháng 4, 1990 (23 tuổi)  | 2    | 0   | Vancouver Whitecaps    |
| 23 | TV | Keven Alemán          | 25 tháng 3, 1994 (19 tuổi)  | 0    | 0   | Real Valladolid        |

### Martinique
Huấn luyện viên:  Patrick Cavelan
| Số | VT | Cầu thủ             | Ngày sinh (tuổi)            | Trận | Bàn | Câu lạc bộ       |
| -- | -- | ------------------- | --------------------------- | ---- | --- | ---------------- |
| 1  | TM | Emmanuel Vermignon  | 20 tháng 1, 1989 (24 tuổi)  | 10   | 0   | Club Colonial    |
| 2  | HV | Nicolas Zaïre       | 7 tháng 12, 1986 (26 tuổi)  | 17   | 1   | Rivière-Pilote   |
| 3  | HV | Lionel Ravi         | 12 tháng 11, 1985 (27 tuổi) | 5    | 0   | Club Franciscain |
| 4  | TV | Daniel Hérelle      | 17 tháng 10, 1988 (24 tuổi) | 32   | 0   | Club Colonial    |
| 5  | TV | Gaël Đức            | 10 tháng 5, 1983 (30 tuổi)  | 19   | 3   | Paris FC         |
| 6  | HV | William Sery        | 20 tháng 3, 1988 (25 tuổi)  | 7    | 0   | Raon-l'Étape     |
| 7  | TĐ | Steve Gustan        | 26 tháng 11, 1985 (27 tuổi) | 0    | 0   | Club Franciscain |
| 8  | HV | Audrick Linord      | 17 tháng 4, 1987 (26 tuổi)  | 11   | 0   | Romorantin       |
| 9  | TĐ | Frédéric Piquionne  | 8 tháng 12, 1978 (34 tuổi)  | 5    | 2   | Portland Timbers |
| 10 | TĐ | Kevin Tresfield     | 11 tháng 4, 1988 (25 tuổi)  | 10   | 3   | Club Franciscain |
| 11 | TĐ | Yoann Arquin        | 15 tháng 4, 1988 (25 tuổi)  | 0    | 0   | Notts County     |
| 12 | HV | Jacky Berdix        | 29 tháng 8, 1979 (33 tuổi)  | 14   | 1   | Case-Pilote      |
| 13 | TV | Olivier Thomert     | 28 tháng 5, 1980 (33 tuổi)  | 0    | 0   | Le Mans          |
| 14 | TV | Fabrice Reuperné    | 18 tháng 9, 1975 (37 tuổi)  | 24   | 1   | Golden Star      |
| 15 | TV | Jordy Delem         | 18 tháng 3, 1993 (20 tuổi)  | 14   | 3   | Club Franciscain |
| 16 | TM | Loïc Chauvet        | 30 tháng 4, 1988 (25 tuổi)  | 2    | 0   | Golden Star      |
| 17 | TĐ | Kévin Parsemain (c) | 12 tháng 2, 1988 (25 tuổi)  | 29   | 20  | Rivière-Pilote   |
| 18 | HV | Grégory Arnolin     | 10 tháng 11, 1980 (32 tuổi) | 0    | 0   | Sporting Gijón   |
| 19 | TĐ | Mathias Coureur     | 22 tháng 3, 1988 (25 tuổi)  | 0    | 0   | Golden Lion      |
| 20 | TV | Stéphane Abaul      | 23 tháng 11, 1991 (21 tuổi) | 17   | 2   | Club Franciscain |
| 21 | HV | Sébastien Crétinoir | 12 tháng 2, 1986 (27 tuổi)  | 22   | 0   | Club Colonial    |
| 22 | HV | Jean-Sylvain Babin  | 14 tháng 10, 1986 (26 tuổi) | 0    | 0   | Alcorcón         |
| 23 | TM | Kévin Olimpa        | 10 tháng 3, 1988 (25 tuổi)  | 3    | 0   | Bordeaux         |

### Mexico
Huấn luyện viên:  José Manuel de la Torre
| Số | VT | Cầu thủ                | Ngày sinh (tuổi)            | Trận | Bàn | Câu lạc bộ    |
| -- | -- | ---------------------- | --------------------------- | ---- | --- | ------------- |
| 1  | TM | Jonathan Orozco        | 12 tháng 5, 1986 (27 tuổi)  | 2    | 0   | Monterrey     |
| 2  | HV | Israel Jiménez         | 13 tháng 8, 1989 (23 tuổi)  | 5    | 0   | UANL          |
| 3  | HV | Leobardo López         | 4 tháng 9, 1983 (29 tuổi)   | 9    | 1   | Monterrey     |
| 4  | HV | Joel Huiqui (c)        | 18 tháng 2, 1983 (30 tuổi)  | 9    | 1   | Morelia       |
| 5  | HV | Dárvin Chávez          | 21 tháng 11, 1989 (23 tuổi) | 3    | 0   | Monterrey     |
| 6  | TV | Carlos Peña            | 29 tháng 3, 1990 (23 tuổi)  | 2    | 0   | León          |
| 7  | TV | Javier Cortés          | 20 tháng 7, 1989 (23 tuổi)  | 2    | 0   | UNAM          |
| 8  | TV | Luis Montes            | 16 tháng 5, 1986 (27 tuổi)  | 1    | 0   | León          |
| 9  | TĐ | Raúl Jiménez           | 5 tháng 5, 1991 (22 tuổi)   | 9    | 0   | América       |
| 10 | TV | Marco Fabián           | 21 tháng 7, 1989 (23 tuổi)  | 5    | 1   | Guadalajara   |
| 11 | TĐ | Rafael Márquez Lugo    | 2 tháng 11, 1981 (31 tuổi)  | 11   | 1   | Guadalajara   |
| 12 | TM | Alfredo Talavera       | 18 tháng 9, 1982 (30 tuổi)  | 11   | 0   | Toluca        |
| 13 | HV | Adrián Aldrete         | 14 tháng 6, 1988 (25 tuổi)  | 9    | 0   | América       |
| 14 | TV | Jorge Enríquez         | 8 tháng 1, 1991 (22 tuổi)   | 5    | 0   | Guadalajara   |
| 15 | HV | Efraín Velarde         | 18 tháng 4, 1986 (27 tuổi)  | 1    | 0   | UNAM          |
| 16 | HV | Miguel Ponce           | 12 tháng 4, 1989 (24 tuổi)  | 2    | 0   | Guadalajara   |
| 17 | TV | Isaác Brizuela         | 28 tháng 8, 1990 (22 tuổi)  | 0    | 0   | Toluca        |
| 18 | HV | Juan Carlos Valenzuela | 15 tháng 3, 1984 (29 tuổi)  | 9    | 0   | América       |
| 19 | HV | Miguel Layún           | 25 tháng 6, 1988 (25 tuổi)  | 0    | 0   | América       |
| 20 | HV | Jair Pereira           | 7 tháng 7, 1986 (27 tuổi)   | 0    | 0   | Cruz Azul     |
| 21 | TĐ | Javier Orozco          | 16 tháng 11, 1987 (25 tuổi) | 3    | 0   | Santos Laguna |
| 22 | TV | Alejandro Castro       | 27 tháng 3, 1987 (26 tuổi)  | 0    | 0   | Cruz Azul     |
| 23 | TM | Moisés Muñoz           | 1 tháng 2, 1980 (33 tuổi)   | 8    | 0   | América       |
| 24 | TĐ | Jose Maria Cardenas    | 2 tháng 5, 1985 (28 tuổi)   | 3    | 1   | Morelia       |

### Panama
Huấn luyện viên:  Julio Dely Valdés
| Số | VT | Cầu thủ                           | Ngày sinh (tuổi)            | Trận | Bàn | Câu lạc bộ             |
| -- | -- | --------------------------------- | --------------------------- | ---- | --- | ---------------------- |
| 1  | TM | Jaime Penedo                      | 26 tháng 9, 1981 (31 tuổi)  | 85   | 0   | Municipal              |
| 2  | HV | Leonel Parris                     | 13 tháng 6, 1982 (31 tuổi)  | 15   | 0   | Tauro F.C.             |
| 3  | HV | Harold Cummings                   | 1 tháng 3, 1992 (21 tuổi)   | 14   | 0   | Árabe Unido            |
| 4  | HV | Carlos Rodríguez                  | 12 tháng 4, 1990 (23 tuổi)  | 15   | 0   | Chepo F.C.             |
| 5  | HV | Román Torres (c)                  | 20 tháng 3, 1986 (27 tuổi)  | 69   | 2   | Millonarios            |
| 6  | TV | Gabriel Gómez                     | 29 tháng 5, 1984 (29 tuổi)  | 85   | 9   | Junior Barranquilla    |
| 7  | TĐ | Blas Pérez                        | 13 tháng 3, 1981 (32 tuổi)  | 76   | 29  | FC Dallas              |
| 8  | TV | Marcos Sánchez                    | 23 tháng 12, 1989 (23 tuổi) | 22   | 2   | Tauro F.C.             |
| 9  | TĐ | Gabriel Torres                    | 31 tháng 10, 1988 (24 tuổi) | 35   | 2   | Zamora                 |
| 10 | TV | Eybir Bonaga                      | 19 tháng 5, 1986 (27 tuổi)  | 18   | 2   | Ružomberok             |
| 11 | TĐ | Cecilio Waterman                  | 13 tháng 4, 1991 (22 tuổi)  | 2    | 0   | Fénix                  |
| 12 | TM | Luis Mejía                        | 16 tháng 3, 1991 (22 tuổi)  | 11   | 0   | Fénix                  |
| 13 | HV | Jean Cedeño                       | 9 tháng 7, 1985 (27 tuổi)   | 20   | 0   | Alianza                |
| 14 | TV | Juan Pérez                        | 1 tháng 1, 1980 (33 tuổi)   | 35   | 0   | Tauro F.C.             |
| 15 | TM | Álex Rodríguez                    | 5 tháng 8, 1990 (22 tuổi)   | 2    | 0   | Sporting San Miguelito |
| 16 | TĐ | Rolando Blackburn                 | 9 tháng 1, 1990 (23 tuổi)   | 12   | 3   | Chorrillo              |
| 17 | HV | Roderick Miller (cầu thủ bóng đá) | 3 tháng 4, 1992 (21 tuổi)   | 9    | 0   | San Francisco          |
| 18 | TV | Jairo Jiménez                     | 7 tháng 1, 1993 (20 tuổi)   | 1    | 0   | Elche                  |
| 19 | TV | Alberto Quintero                  | 18 tháng 12, 1987 (25 tuổi) | 33   | 3   | Chorrillo              |
| 20 | TV | Aníbal Godoy                      | 10 tháng 2, 1990 (23 tuổi)  | 34   | 0   | Chepo F.C.             |
| 21 | HV | Richard Dixon                     | 28 tháng 3, 1992 (21 tuổi)  | 0    | 0   | Sporting San Miguelito |
| 22 | TV | Rolando Escobar                   | 24 tháng 10, 1981 (31 tuổi) | 26   | 7   | Deportivo Anzoátegui   |
| 23 | HV | Roberto Chen                      | 24 tháng 5, 1994 (19 tuổi)  | 2    | 0   | San Francisco          |

## Bảng B

### El Salvador
Huấn luyện viên:  Agustín Castillo
| Số | VT | Cầu thủ                   | Ngày sinh (tuổi)            | Trận | Bàn | Câu lạc bộ             |
| -- | -- | ------------------------- | --------------------------- | ---- | --- | ---------------------- |
| 1  | TM | Dagoberto Portillo        | 16 tháng 11, 1979 (33 tuổi) | 26   | 0   | Luis Ángel Firpo       |
| 2  | HV | Xavier García             | 26 tháng 6, 1990 (23 tuổi)  | 36   | 1   | Luis Ángel Firpo       |
| 3  | HV | Víctor Turcios (c)        | 13 tháng 4, 1988 (25 tuổi)  | 37   | 1   | RoPS                   |
| 4  | HV | Steve Purdy               | 5 tháng 2, 1985 (28 tuổi)   | 14   | 1   | Chivas USA             |
| 5  | HV | José Miguel Granadino     | 28 tháng 9, 1988 (24 tuổi)  | 6    | 0   | FAS                    |
| 6  | TV | Richard Menjivar          | 31 tháng 10, 1990 (22 tuổi) | 6    | 0   | Atlanta Silverbacks    |
| 7  | TV | Darwin Ceren              | 31 tháng 12, 1989 (23 tuổi) | 12   | 1   | Juventud Independiente |
| 8  | TV | Osael Romero              | 8 tháng 4, 1986 (27 tuổi)   | 74   | 16  | Alianza                |
| 9  | TĐ | Rafael Burgos             | 3 tháng 6, 1988 (25 tuổi)   | 28   | 10  | Kecskeméti             |
| 10 | TV | Kevin Santamaria          | 21 tháng 1, 1991 (22 tuổi)  | 1    | 0   | Santa Tecla            |
| 11 | TĐ | Rodolfo Zelaya            | 3 tháng 7, 1988 (25 tuổi)   | 33   | 13  | Alianza                |
| 12 | TV | Andrés Flores             | 31 tháng 8, 1990 (22 tuổi)  | 27   | 0   | Isidro Metapán         |
| 13 | HV | Alexander Larín           | 27 tháng 6, 1992 (21 tuổi)  | 7    | 0   | FAS                    |
| 14 | TĐ | Dustin Corea              | 21 tháng 3, 1992 (21 tuổi)  | 1    | 0   | Skive                  |
| 15 | TV | Darwin Bonilla            | 6 tháng 8, 1990 (22 tuổi)   | 5    | 0   | Águila                 |
| 16 | HV | Marcelo Alejandro Posadas | 24 tháng 7, 1989 (23 tuổi)  | 0    | 0   | Santa Tecla            |
| 17 | TĐ | Léster Blanco             | 17 tháng 2, 1989 (24 tuổi)  | 30   | 5   | Isidro Metapán         |
| 18 | TM | Benji Villalobos          | 15 tháng 7, 1988 (24 tuổi)  | 8    | 0   | Águila                 |
| 19 | TV | Gerson Mayen              | 9 tháng 2, 1989 (24 tuổi)   | 3    | 0   | FAS                    |
| 20 | TĐ | Odir Flores               | 13 tháng 5, 1988 (25 tuổi)  | 2    | 0   | Alianza                |
| 21 | TV | Néstor Renderos           | 10 tháng 9, 1988 (24 tuổi)  | 2    | 0   | FAS                    |
| 22 | TM | Derby Carrillo            | 19 tháng 9, 1987 (25 tuổi)  | 3    | 0   | Santa Tecla            |
| 23 | HV | Mardoqueo Henríquez       | 24 tháng 5, 1987 (26 tuổi)  | 33   | 0   | Águila                 |

### Haiti
Huấn luyện viên:  Israel Blake Cantero
| Số | VT | Cầu thủ               | Ngày sinh (tuổi)            | Trận | Bàn | Câu lạc bộ              |
| -- | -- | --------------------- | --------------------------- | ---- | --- | ----------------------- |
| 1  | TM | Frandy Montrévil      | 14 tháng 1, 1982 (31 tuổi)  | 9    | 0   | Valencia de Leogane     |
| 2  | TV | Jean Sony Alcenat     | 23 tháng 1, 1986 (27 tuổi)  | 46   | 5   | Petrolul Ploiești       |
| 3  | HV | Mechack Jérôme        | 21 tháng 4, 1990 (23 tuổi)  | 25   | 0   | Sporting Kansas City    |
| 4  | HV | Wilde-Donald Guerrier | 31 tháng 3, 1989 (24 tuổi)  | 15   | 2   | América des Cayes       |
| 5  | HV | Jean-Jacques Pierre   | 23 tháng 1, 1981 (32 tuổi)  | 56   | 5   | Caen                    |
| 6  | HV | Kevin Lafrance        | 13 tháng 1, 1990 (23 tuổi)  | 11   | 2   | Baník Most              |
| 7  | TV | Jeff Louis            | 8 tháng 8, 1992 (20 tuổi)   | 10   | 0   | Nancy                   |
| 8  | HV | Judelin Aveska        | 21 tháng 10, 1987 (25 tuổi) | 33   | 1   | Independiente Rivadavia |
| 9  | TĐ | Kervens Belfort       | 16 tháng 5, 1992 (21 tuổi)  | 11   | 5   | Le Mans                 |
| 10 | TĐ | Peguero Jean Philippe | 29 tháng 9, 1981 (31 tuổi)  | 27   | 21  | Don Bosco               |
| 11 | TĐ | Jean-Eudes Maurice    | 21 tháng 6, 1986 (27 tuổi)  | 13   | 9   | Le Mans                 |
| 12 | TM | Julien Jospy          | 3 tháng 6, 1983 (30 tuổi)   | 1    | 0   | Cavaly                  |
| 13 | TV | Monuma Constant Jr.   | 1 tháng 4, 1982 (31 tuổi)   | 25   | 4   | Racing Haïtien          |
| 14 | TV | Peterson Joseph       | 24 tháng 4, 1990 (23 tuổi)  | 16   | 0   | Sporting Kansas City    |
| 15 | TV | Yves Desmarets        | 17 tháng 7, 1979 (33 tuổi)  | 3    | 0   | Os Belenenses           |
| 16 | TĐ | Jean Alexandre (c)    | 24 tháng 8, 1986 (26 tuổi)  | 26   | 2   | Orlando City            |
| 17 | TV | Charles Hérold Jr.    | 23 tháng 7, 1990 (22 tuổi)  | 12   | 1   | Tempête                 |
| 18 | TĐ | Leonel Saint-Preux    | 12 tháng 5, 1985 (28 tuổi)  | 39   | 6   | FELDA United            |
| 19 | HV | Kim Jaggy             | 14 tháng 11, 1982 (30 tuổi) | 4    | 1   | Wil                     |
| 20 | HV | Olrish Saurel         | 13 tháng 9, 1985 (27 tuổi)  | 19   | 2   | Antigua Barracuda       |
| 21 | TM | Ronald Elusma         | 8 tháng 9, 1993 (19 tuổi)   | 0    | 0   | Victory                 |
| 22 | HV | Ricardo Adé           | 21 tháng 5, 1990 (23 tuổi)  | 0    | 0   | Baltimore               |
| 23 | TV | Pascal Millien        | 3 tháng 5, 1986 (27 tuổi)   | 12   | 1   | Sligo Rovers            |

### Honduras
Huấn luyện viên:  Luis Suárez
| Số | VT | Cầu thủ            | Ngày sinh (tuổi)            | Trận | Bàn | Câu lạc bộ           |
| -- | -- | ------------------ | --------------------------- | ---- | --- | -------------------- |
| 1  | TM | José Mendoza       | 13 tháng 4, 1989 (24 tuổi)  | 1    | 0   | Platense             |
| 2  | HV | Osman Chávez (c)   | 29 tháng 7, 1984 (28 tuổi)  | 47   | 0   | Wisła Kraków         |
| 3  | HV | Brayan Beckeles    | 28 tháng 11, 1985 (27 tuổi) | 12   | 1   | Olimpia              |
| 4  | HV | Johnny Palacios    | 20 tháng 12, 1986 (26 tuổi) | 15   | 0   | Olimpia              |
| 5  | HV | José Velásquez     | 8 tháng 12, 1989 (23 tuổi)  | 3    | 0   | Victoria             |
| 6  | HV | Juan Carlos García | 8 tháng 3, 1988 (25 tuổi)   | 24   | 1   | Olimpia              |
| 7  | TĐ | Diego Reyes        | 7 tháng 7, 1992 (21 tuổi)   | 0    | 0   | Real Sociedad        |
| 8  | TV | Gerson Rodas       | 6 tháng 7, 1990 (23 tuổi)   | 0    | 0   | Real España          |
| 9  | TĐ | Jerry Palacios     | 1 tháng 11, 1981 (31 tuổi)  | 16   | 4   | Alajuelense          |
| 10 | TV | Mario Martínez     | 30 tháng 7, 1989 (23 tuổi)  | 31   | 3   | Seattle Sounders     |
| 11 | TĐ | Rony Martínez      | 16 tháng 10, 1988 (24 tuổi) | 0    | 0   | Real Sociedad        |
| 12 | HV | Orlin Peralta      | 12 tháng 2, 1990 (23 tuổi)  | 4    | 0   | Motagua              |
| 13 | HV | Nery Medina        | 5 tháng 8, 1981 (31 tuổi)   | 12   | 0   | Motagua              |
| 14 | TV | Andy Najar         | 16 tháng 3, 1993 (20 tuổi)  | 5    | 0   | Anderlecht           |
| 15 | TV | Mario Berríos      | 29 tháng 5, 1982 (31 tuổi)  | 16   | 0   | Marathón             |
| 16 | TV | Alexander López    | 6 tháng 5, 1992 (21 tuổi)   | 3    | 0   | Olimpia              |
| 17 | TV | Marvin Chávez      | 3 tháng 11, 1983 (29 tuổi)  | 32   | 3   | San Jose Earthquakes |
| 18 | TM | Kevin Hernández    | 21 tháng 12, 1985 (27 tuổi) | 2    | 0   | Real España          |
| 19 | TV | Wilmer Fuentes     | 21 tháng 4, 1992 (21 tuổi)  | 2    | 0   | Marathón             |
| 20 | TV | Jorge Claros       | 8 tháng 1, 1986 (27 tuổi)   | 37   | 2   | Hibernian            |
| 21 | TĐ | Roger Rojas        | 9 tháng 6, 1990 (23 tuổi)   | 18   | 3   | Olimpia              |
| 22 | TM | Donis Escober      | 3 tháng 2, 1980 (33 tuổi)   | 21   | 0   | Olimpia              |
| 23 | TV | Edder Delgado      | 20 tháng 11, 1986 (26 tuổi) | 18   | 0   | Real España          |
| 24 | HV | Erick Norales      | 11 tháng 2, 1985 (28 tuổi)  | 29   | 2   | Marathón             |

### Trinidad và Tobago
Huấn luyện viên:  Stephen Hart
| Số | VT | Cầu thủ              | Ngày sinh (tuổi)            | Trận | Bàn | Câu lạc bộ          |
| -- | -- | -------------------- | --------------------------- | ---- | --- | ------------------- |
| 1  | TM | Marvin Phillip       | 1 tháng 8, 1984 (28 tuổi)   | 41   | 0   | Central             |
| 3  | TV | Joevin Jones         | 3 tháng 8, 1991 (21 tuổi)   | 28   | 0   | W Connection        |
| 5  | HV | Carlyle Mitchell     | 8 tháng 8, 1987 (25 tuổi)   | 18   | 0   | Vancouver Whitecaps |
| 6  | HV | Daneil Cyrus         | 15 tháng 12, 1990 (22 tuổi) | 28   | 0   | W Connection        |
| 7  | TV | Chris Birchall       | 4 tháng 5, 1984 (29 tuổi)   | 42   | 4   | Port Vale           |
| 8  | TV | Khaleem Hyland       | 5 tháng 6, 1989 (24 tuổi)   | 33   | 3   | Racing Genk         |
| 9  | TĐ | Kenwyne Jones        | 5 tháng 10, 1984 (28 tuổi)  | 52   | 7   | Stoke City          |
| 10 | TV | Kevin Molino         | 17 tháng 6, 1990 (23 tuổi)  | 17   | 3   | Orlando City        |
| 11 | TĐ | Carlos Edwards       | 24 tháng 10, 1978 (34 tuổi) | 83   | 4   | Ipswich Town        |
| 12 | TV | Darryl Roberts       | 26 tháng 9, 1983 (29 tuổi)  | 25   | 6   | Samsunspor          |
| 13 | TĐ | Cornell Glen         | 21 tháng 10, 1980 (32 tuổi) | 66   | 23  | Shillong Lajong     |
| 14 | TV | Andre Boucaud        | 10 tháng 10, 1984 (28 tuổi) | 8    | 0   | Notts County        |
| 16 | TV | Kevon Carter         | 14 tháng 10, 1983 (29 tuổi) | 29   | 5   | Defence Force       |
| 17 | HV | Justin Hoyte         | 20 tháng 11, 1984 (28 tuổi) | 2    | 0   | Middlesbrough       |
| 18 | TV | Densill Theobald (c) | 27 tháng 6, 1982 (31 tuổi)  | 93   | 2   | Caledonia AIA       |
| 19 | TV | Keon Daniel          | 16 tháng 1, 1987 (26 tuổi)  | 56   | 13  | Philadelphia Union  |
| 20 | HV | Seon Power           | 2 tháng 2, 1984 (29 tuổi)   | 40   | 2   | Chainat             |
| 21 | TM | Jan-Michael Williams | 26 tháng 10, 1984 (28 tuổi) | 49   | 0   | St. Ann's Rangers   |
| 22 | TM | Cleon John           | 25 tháng 1, 1981 (32 tuổi)  | 3    | 0   | Defence Force       |
| 23 | TĐ | Jamal Gay            | 9 tháng 2, 1989 (24 tuổi)   | 18   | 7   | Caledonia AIA       |
| 25 | HV | Aubrey David         | 11 tháng 10, 1990 (22 tuổi) | 10   | 1   | Caledonia AIA       |
| 26 | HV | Curtis Gonzales      | 26 tháng 1, 1989 (24 tuổi)  | 11   | 0   | Defence Force       |
| 27 | TV | Kevan George         | 30 tháng 1, 1990 (23 tuổi)  | 0    | 0   | Columbus Crew       |
| 32 | HV | Radanfah Abu Bakr    | 12 tháng 2, 1987 (26 tuổi)  | 10   | 1   | Vostok              |

## Bảng C

### Belize
Huấn luyện viên:  Ian Mork
| Số | VT | Cầu thủ            | Ngày sinh (tuổi)            | Trận | Bàn | Câu lạc bộ               |
| -- | -- | ------------------ | --------------------------- | ---- | --- | ------------------------ |
| 1  | TM | Woodrow West       | 19 tháng 9, 1985 (27 tuổi)  | 14   | 0   | Belmopan Bandits         |
| 2  | TV | David Trapp        | 5 tháng 8, 1981 (31 tuổi)   | 13   | 0   | Belmopan Bandits         |
| 3  | TV | Trevor Lennan      | 5 tháng 6, 1983 (30 tuổi)   | 17   | 1   | Police United            |
| 5  | HV | Kahlil Velasquez   | 13 tháng 8, 1985 (27 tuổi)  | 1    | 0   | Belize Defence Force     |
| 6  | TĐ | Evan Mariano       | 20 tháng 1, 1988 (25 tuổi)  | 7    | 0   | Police United            |
| 7  | HV | Ian Gaynair        | 26 tháng 2, 1986 (27 tuổi)  | 27   | 0   | Belmopan Bandits         |
| 8  | HV | Elroy Smith (c)    | 30 tháng 11, 1981 (31 tuổi) | 31   | 2   | Deportes Savio           |
| 9  | TĐ | Deon McCaulay      | 20 tháng 9, 1987 (25 tuổi)  | 26   | 16  | Belmopan Bandits         |
| 10 | TĐ | Harrison Róchez    | 29 tháng 11, 1983 (29 tuổi) | 28   | 4   | Belize Defence Force     |
| 11 | TĐ | Michael Salazar    | 15 tháng 11, 1992 (20 tuổi) | 1    | 0   | UC Riverside Highlanders |
| 12 | HV | Cristobal Gilharry | 2 tháng 9, 1980 (32 tuổi)   | 7    | 0   | FC Belize                |
| 13 | HV | Dalton Eiley       | 10 tháng 12, 1983 (29 tuổi) | 24   | 0   | Placencia Assassins      |
| 14 | TV | Andrés Makin       | 11 tháng 4, 1992 (21 tuổi)  | 4    | 0   | Police United            |
| 16 | TĐ | Ashley Torres      | 15 tháng 9, 1985 (27 tuổi)  | 4    | 0   | Placencia Assassins      |
| 18 | HV | Evral Trapp        | 22 tháng 1, 1987 (26 tuổi)  | 13   | 0   | Verdes                   |
| 20 | TĐ | Daniel Jimenez     | 14 tháng 4, 1988 (25 tuổi)  | 14   | 2   | Police United            |
| 22 | TM | Frank Lopez        | 3 tháng 3, 1989 (24 tuổi)   | 0    | 0   | Belize Defence Force     |
| 23 | HV | Tyrone Pandy       | 14 tháng 1, 1986 (27 tuổi)  | 7    | 0   | Belize Defence Force     |
| 24 | TĐ | Lennox Castillo    | 19 tháng 11, 1985 (27 tuổi) | 3    | 0   | Police United            |
| 25 | TV | Devon Makin        | 11 tháng 11, 1990           | 5    | 0   | Police United            |
| 27 | TM | Shane Orio         | 7 tháng 8, 1980 (32 tuổi)   | 22   | 0   | Marathón                 |
| 28 | TV | Harrison Tasher    | 5 tháng 1, 1985 (28 tuổi)   | 11   | 0   | Belize Defence Force     |
| 30 | TV | Luis Torres        | 2 tháng 3, 1993 (20 tuổi)   | 1    | 0   | Placencia Assassins      |

### Costa Rica
Huấn luyện viên:  Jorge Luis Pinto
| Số | VT | Cầu thủ             | Ngày sinh (tuổi)            | Trận | Bàn | Câu lạc bộ         |
| -- | -- | ------------------- | --------------------------- | ---- | --- | ------------------ |
| 1  | TM | Leonel Moreira      | 4 tháng 4, 1990 (23 tuổi)   | 3    | 0   | Herediano          |
| 2  | HV | Kendall Waston      | 1 tháng 1, 1988 (25 tuổi)   | 0    | 0   | Saprissa           |
| 3  | TV | Giancarlo González  | 8 tháng 2, 1988 (25 tuổi)   | 23   | 2   | Vålerenga          |
| 4  | HV | Michael Umaña       | 16 tháng 7, 1982 (30 tuổi)  | 69   | 1   | Saprissa           |
| 5  | TĐ | Celso Borges        | 27 tháng 5, 1988 (25 tuổi)  | 49   | 11  | AIK                |
| 6  | HV | Juan Diego Madrigal | 21 tháng 5, 1987 (26 tuổi)  | 5    | 0   | Saprissa           |
| 7  | TV | Mauricio Castillo   | 17 tháng 3, 1992 (21 tuổi)  | 4    | 0   | Saprissa           |
| 8  | TĐ | Kenny Cunningham    | 7 tháng 6, 1985 (28 tuổi)   | 6    | 1   | The Strongest      |
| 9  | TĐ | Álvaro Saborío (c)  | 25 tháng 3, 1982 (31 tuổi)  | 85   | 30  | Real Salt Lake     |
| 10 | TV | Osvaldo Rodríguez   | 17 tháng 12, 1990 (22 tuổi) | 7    | 0   | Santos de Guápiles |
| 11 | TĐ | Michael Barrantes   | 4 tháng 10, 1983 (29 tuổi)  | 46   | 2   | Aalesund           |
| 12 | TĐ | Yendrick Ruiz       | 4 tháng 12, 1987 (25 tuổi)  | 1    | 0   | Herediano          |
| 13 | TV | Ariel Rodríguez     | 22 tháng 4, 1986 (27 tuổi)  | 12   | 0   | Alajuelense        |
| 14 | HV | Christopher Meneses | 2 tháng 5, 1990 (23 tuổi)   | 11   | 0   | Norrköping         |
| 15 | HV | Junior Díaz         | 12 tháng 9, 1983 (29 tuổi)  | 52   | 1   | Mainz 05           |
| 16 | HV | Carlos Johnson      | 17 tháng 3, 1984 (29 tuổi)  | 11   | 0   | Cartaginés         |
| 17 | TV | Yeltsin Tejeda      | 17 tháng 3, 1992 (21 tuổi)  | 11   | 0   | Saprissa           |
| 18 | TM | Patrick Pemberton   | 24 tháng 4, 1982 (31 tuổi)  | 12   | 0   | Alajuelense        |
| 19 | HV | Roy Miller          | 24 tháng 11, 1984 (28 tuổi) | 41   | 1   | New York Red Bulls |
| 20 | TV | Rodney Wallace      | 17 tháng 6, 1988 (25 tuổi)  | 14   | 3   | Portland Timbers   |
| 21 | TV | Esteban Granados    | 14 tháng 2, 1987 (26 tuổi)  | 9    | 0   | Herediano          |
| 22 | TĐ | Jairo Arrieta       | 25 tháng 8, 1983 (29 tuổi)  | 12   | 3   | Columbus Crew      |
| 23 | TM | Luis Torres         | 16 tháng 3, 1985 (28 tuổi)  | 0    | 0   | Cartaginés         |

### Cuba
Huấn luyện viên:  Walter Benítez
| Số | VT | Cầu thủ                | Ngày sinh (tuổi)            | Trận | Bàn | Câu lạc bộ          |
| -- | -- | ---------------------- | --------------------------- | ---- | --- | ------------------- |
| 1  | TM | Odelín Molina          | 3 tháng 8, 1974 (38 tuổi)   | 116  | 0   | Villa Clara         |
| 2  | HV | Michel Márquez         | 7 tháng 4, 1987 (26 tuổi)   | 0    | 0   | Isla de La Juventud |
| 3  | TV | Yénier Márquez         | 3 tháng 1, 1979 (34 tuổi)   | 107  | 12  | Villa Clara         |
| 4  | HV | Yasmany López          | 11 tháng 10, 1987 (25 tuổi) | 0    | 0   | Ciego de Avila      |
| 5  | HV | Jorge Luis Clavelo (c) | 8 tháng 8, 1982 (30 tuổi)   | 39   | 2   | Villa Clara         |
| 6  | HV | Yoel Colomé            | 15 tháng 10, 1982 (30 tuổi) | 36   | 2   | La Habana           |
| 7  | TV | Armando Coroneaux      | 2 tháng 7, 1985 (28 tuổi)   | 14   | 4   | Camagüey            |
| 8  | TV | Jaime Colomé           | 30 tháng 6, 1979 (34 tuổi)  | 74   | 11  | La Habana           |
| 9  | TĐ | José Ciprian Alfonso   | 28 tháng 3, 1984 (29 tuổi)  | 0    | 0   | Pinar del Rio       |
| 10 | TV | Miguel Ángel Sánchez   | 2 tháng 8, 1987 (25 tuổi)   | 0    | 0   | Isla de La Juventud |
| 11 | TV | Ariel Martínez         | 9 tháng 5, 1986 (27 tuổi)   | 35   | 6   | Sancti Spíritus     |
| 12 | TM | Julio Pichardo         | 10 tháng 1, 1990 (23 tuổi)  | 1    | 0   | Las Tunas           |
| 13 | HV | Jorge Luis Corrales    | 20 tháng 5, 1991 (22 tuổi)  | 16   | 0   | Pinar del Rio       |
| 14 | HV | Aliannis Urgellés      | 25 tháng 6, 1985 (28 tuổi)  | 40   | 2   | Guantánamo          |
| 15 | HV | Renay Malblanche       | 8 tháng 8, 1991 (21 tuổi)   | 10   | 0   | Holguín             |
| 16 | HV | Ángel Horta            | 17 tháng 3, 1984 (29 tuổi)  | 0    | 0   | Camagüey            |
| 17 | TĐ | Alexei Zuásnabar       | 24 tháng 4, 1985 (28 tuổi)  | 6    | 0   | Cienfuegos          |
| 18 | TV | Libán Pérez            | 5 tháng 8, 1990 (22 tuổi)   | 0    | 0   | Camagüey            |
| 19 | TV | Dairon Blanco          | 10 tháng 2, 1992 (21 tuổi)  | 0    | 0   | Las Tunas           |
| 20 | TV | Alberto Gómez          | 12 tháng 2, 1988 (25 tuổi)  | 20   | 1   | Guantánamo          |
| 21 | TM | Diosvelis Guerra       | 21 tháng 8, 1989 (23 tuổi)  | 0    | 0   | Artemisa            |
| 22 | TĐ | Yaandri Puga           | 3 tháng 1, 1988 (25 tuổi)   | 0    | 0   | Isla de La Juventud |
| 23 | TV | Jesús Rodríguez        | 23 tháng 10, 1988 (24 tuổi) | 0    | 0   | Ciego de Avila      |

### Hoa Kỳ
Huấn luyện viên:  Jürgen Klinsmann
| Số | VT | Cầu thủ               | Ngày sinh (tuổi)            | Trận | Bàn | Câu lạc bộ           |
| -- | -- | --------------------- | --------------------------- | ---- | --- | -------------------- |
| 1  | TM | Nick Rimando          | 17 tháng 6, 1979 (34 tuổi)  | 7    | 0   | Real Salt Lake       |
| 2  | HV | Edgar Castillo        | 8 tháng 10, 1986 (26 tuổi)  | 11   | 0   | Tijuana              |
| 3  | HV | Corey Ashe            | 14 tháng 3, 1986 (27 tuổi)  | 0    | 0   | Houston Dynamo       |
| 4  | TV | Michael Orozco Fiscal | 7 tháng 2, 1986 (27 tuổi)   | 5    | 1   | Puebla               |
| 5  | HV | Oguchi Onyewu         | 13 tháng 5, 1982 (31 tuổi)  | 67   | 6   | Malaga CF            |
| 6  | TV | Joe Corona            | 9 tháng 7, 1990 (22 tuổi)   | 5    | 0   | Tijuana              |
| 7  | HV | DaMarcus Beasley (c)  | 24 tháng 5, 1982 (31 tuổi)  | 104  | 17  | Puebla               |
| 8  | TV | Mix Diskerud          | 2 tháng 10, 1990 (22 tuổi)  | 4    | 1   | Rosenborg            |
| 9  | TĐ | Herculez Gomez        | 6 tháng 4, 1982 (31 tuổi)   | 22   | 6   | Tijuana              |
| 10 | TĐ | Landon Donovan        | 4 tháng 3, 1982 (31 tuổi)   | 145  | 51  | Los Angeles Galaxy   |
| 11 | TV | Stuart Holden         | 1 tháng 8, 1985 (27 tuổi)   | 20   | 2   | Bolton Wanderers     |
| 12 | TM | Sean Johnson          | 31 tháng 5, 1989 (24 tuổi)  | 3    | 0   | Chicago Fire         |
| 13 | HV | Tony Beltran          | 11 tháng 10, 1987 (25 tuổi) | 1    | 0   | Real Salt Lake       |
| 14 | TV | Kyle Beckerman        | 23 tháng 4, 1982 (31 tuổi)  | 25   | 1   | Real Salt Lake       |
| 15 | HV | Michael Parkhurst     | 24 tháng 1, 1984 (29 tuổi)  | 16   | 0   | FC Augsburg          |
| 16 | TV | José Francisco Torres | 29 tháng 10, 1987 (25 tuổi) | 21   | 0   | Tigres               |
| 17 | TĐ | Will Bruin            | 24 tháng 10, 1989 (23 tuổi) | 2    | 0   | Houston Dynamo       |
| 18 | TĐ | Jack McInerney        | 5 tháng 8, 1992 (20 tuổi)   | 0    | 0   | Philadelphia Union   |
| 19 | TĐ | Chris Wondolowski     | 29 tháng 1, 1983 (30 tuổi)  | 10   | 1   | San Jose Earthquakes |
| 20 | TV | Alejandro Bedoya      | 29 tháng 4, 1987 (26 tuổi)  | 15   | 1   | Helsingborg          |
| 21 | HV | Clarence Goodson      | 17 tháng 5, 1982 (31 tuổi)  | 37   | 4   | San Jose Earthquakes |
| 22 | TM | Bill Hamid            | 25 tháng 11, 1990 (22 tuổi) | 1    | 0   | D.C. United          |
| 23 | TV | Brek Shea             | 28 tháng 2, 1990 (23 tuổi)  | 17   | 0   | Stoke City           |
| 24 | HV | Omar Gonzalez         | 11 tháng 10, 1988 (24 tuổi) | 11   | 0   | Los Angeles Galaxy   |
| 25 | HV | Matt Besler           | 11 tháng 2, 1987 (26 tuổi)  | 7    | 0   | Sporting Kansas City |
| 26 | TĐ | Eddie Johnson         | 31 tháng 3, 1984 (29 tuổi)  | 53   | 15  | Seattle Sounders FC  |
| 27 | TĐ | Alan Gordon           | 16 tháng 10, 1981 (31 tuổi) | 1    | 0   | San Jose Earthquakes |